# Улица Гоголя (Кременчуг)
Улица Го́голя (укр. вулиця Гоголя) — улица протяженностью около 650 метров, расположенная в городе Кременчуг (Полтавская область, Украина).

## Описание
Улица расположена в центральной части города. Начинается у Днепра и пересекает следующие улицы: Штабная, Коцюбинского, Победы и Академика Маслова. 

## История
По плану 1774 года улица была одной из самых коротких в городе. Улица проходила через заселенные земли старого посада Кременчуга и первоначально заканчивалась на Посадской площади, которая находилась между современными улицами Гоголя и Мазепы (тогда — Еленская). 
В первой половине XIX века Еленская улица в месте пересечения с Докторской улицей (ныне — ул. Академика Маслова) раздваивалась. Один конец уходил на угол Грязной площади, другой направлялся к границе города. В отрезок Еленской улицы между Грязной площадью и Докторской улицей влилась улица, получившая название Кагамлыцкой, начинавшаяся на берегу реки Кагамлык.
В начале XIX века на пересечении с Малой Мещанской улицей (ул. Коцюбинского) были построены здание Кременчугской провиантской комиссии. В дореволюционный период в зданиях располагалось управление артиллерийских складов Одесского военного округа.
К середине XIX века в начале улицы с одной стороны находились постройки главного штаба, а с другой — производственные корпуса пивомедоваренного завода Ямпольского. На углу с Киевской улицей находилась женская гимназия. Недалеко от женской гимназии находилось 4-е городское начальное училище.
Во второй половине XIX века Еленская и Кагамлыцкая улицы разделились узким кварталом, а Кагамлыцкая под небольшим углом была выведена на площадь перед Народной аудиторией. 
В начале XX века Кагамлыцкая улица была переименована в улицу Гоголя. Николай Васильевич неоднократно бывал в Кременчуге. 
В годы немецкой оккупации многие дома по улице Гоголя были разрушены. В послевоенные годы здания военного госпиталя были восстановлены. Также было восстановлено здание гимназии, в нём разместился лётный колледж. На месте разрушенных зданий провиантской комиссии был построен стадион колледжа.

## Объекты
- Улица Гоголя, дом № 2Дом № 1. Жилой двухэтажный дом довоенной постройки.
- Дом № 2. Комплекс главного штаба инспектора резервной кавалерии и поселения войск и Дом для наблюдения за движением судов по Днепру (башня Потёмкина).
- Дом № 5. Здание лётного колледжа.
- Дом № 6. Бывшее здание женской гимназии (ныне — здание лётного колледжа), памятник архитектуры.
- Дом 7. Бывшее здание городского училища (ныне — детская художественная школа).